# 城市规划

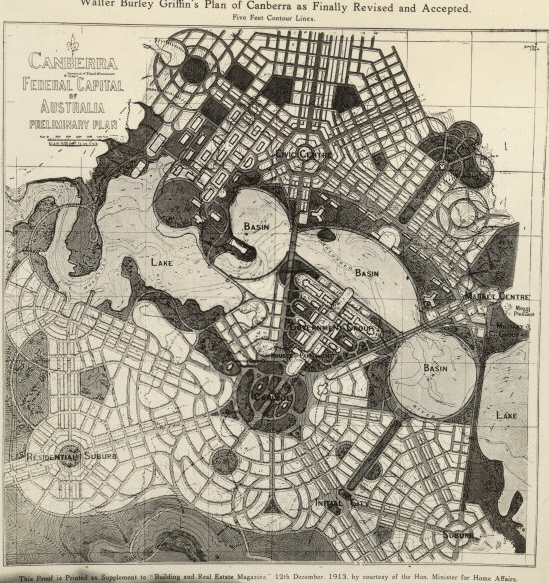
1913年設計的澳大利亞首都坎培拉早期規劃設計圖。

城市规划（英語：Urban Planning）是处理城市及其邻近区域的工程建设、經濟、社会、土地利用布局以及对未来发展预测的專門學問或技術。它的对象偏重于城市物质形态的部分，涉及城市中产业的区域布局、建筑物的区域布局和分類管制、道路及运输设施的设置、公共設施的規劃建設及城市工程的安排，主要内容有空间规划、道路交通规划、绿化植被和水体规划等内容。城市規劃是城市建設及管理的依據，位於城市管理之規劃、建設、運作三個階段之首，是城市管理的龍頭。
歷史上除了少部分都市外，大部分的都市發展大多雜亂無章自由發展，到了十九世紀，都市計畫藉著建築與工程學的進步成為了能以理性以及型態分析的方法透過物理設計來解決都市問題。1960年代之後都市設計模型理論如雨後春筍般的出現，幫助拓展了都市發展的論域，如經濟發展計畫、社群社會計畫以及環境計畫。20世紀，部分都市計畫的課題演變為都市再生，或是透過都市計畫的方法將某些歷史悠久的城市進行都市再生。
由於城市的地價相對較高，所以建築物容积率要妥善利用。但在另一方面，若過份提高容积率，可能會對周遭環境構成影響，也會對附近的交通造成衝擊壓力。而對於都市再生，歷史因素及古蹟的保留亦是一個考慮因素。
城市规划有许多形式，它与城市设计有着许多共同的理论观点和实践活动。
城市规划控制引导城乡空间的有序发展。虽然城市规划主要关注于城乡居民点和城市社区的规划设计，但也涉及到资源开发利用与保护，乡村和农业用地，公园以及自然保护区等方面。城市规划从业人员关注研究与分析、战略思考、建筑与城市设计、公众咨询、政策建议、实施和管理等方面。
城市规划师与建筑、景观、土木工程和公共行政等交叉领域合作，实现战略、政策和可持续发展目标。早期的城市规划师通常是这些相关领域的从业者。今天，城市规划已经成为一个独立的专业学科，包括土地利用规划与分区、经济发展、环境规划和交通规划等不同子领域的更广泛的范畴。

## 核心概念

### 城市
在中国，“城”即城墙，最早是一种大规模、永久性防御设施，主要用于防御野兽侵袭，后来演变为防御敌方侵袭，是人们居住、生活高度集中所在地。
“市”是商品交易的场所，最早没有固定的位置，后常在居民点的井旁，故有“市井”之称，为经营场地，市逐渐吸引到人口比较集中、并有固定位置，真正意义上的城市方才产生。
“镇”与“市”原来有严格区别，“有商贾贸易者谓之市，设关防者谓之镇”。到宋代末，镇才摆脱军事色彩，以贸易镇市出现于经济领域，成为县治和乡村集市之间的一级商业中心。近现代，镇也引申为一级政区单元，起到联系城乡经济纽带作用的较低级城镇居民点。

### 城市空间结构
| 功能区 | 商业区                                             | 工业区                                 | 住宅区                                                                  |
| ------ | -------------------------------------------------- | -------------------------------------- | ----------------------------------------------------------------------- |
| 形态   | 占地面积小，呈点状或条（带）状分布                 | 集聚成片                               | 集聚成团状，占地面积大，是城市中最广泛的土地利用类型                    |
| 特征   | 经济活动最繁忙；人口数量昼夜差别大；建筑物高大稠密 | 向市区外缘移动，趋于向主要交通干线分布 | 建筑质量上，中高级与低级分化；位置上，中高级与低级背向发展              |
| 位置   | 市中心，交通干线两侧或街角路口                     | 市区外缘，交通干线两侧                 | 中高级：城市外缘，与高坡、文化区相联 低级：内城、工业区附近，并与之相联 |

## 城市规划的歷史

奥斯曼男爵参与的巴黎规划被认为是经典的案例。

北印度和巴基斯坦的印度河文明被認為是最早發展都市計畫的文明。公元前2600年數千哈拉帊居民突然出現在城市之中，而這突然出現的人顯然是被計畫，外力所致的結果。某些居民顯然被安排要迎合一個有意識的，刻意安排的計畫。大城如摩亨約-達羅和哈拉巴的街道也以完美的經緯所呈現，足以與現今的紐約市所相媲美。房子被設計為預防噪音，臭味以及小偷。這些都市也被發現擁有世界上第一個都市公共衛生系統（下水道系統）。
公元前408年希臘的希波丹姆通常被認為是西方的都市計畫之父，他所設計的米利都，雖然古老卻是古都市計畫的範本。
古羅馬在都市計畫中使用了鞏固為目標的藍圖，用來發展軍事防禦以及居民的便利性。許多歐洲都市至今仍然保持這些結構的要素，如杜林。基本的計畫是一個包含都市各種服務的廣場，由緊密的街道所環繞並且由一座牆所包圍作為防禦。為了減少交通的時間，兩條對角線在四條呈四方型的馬路中心相交。河流通常流經都市，提供飲水以及傳輸，並將污水帶走。即便是攻城戰也是如此。
穆斯林被認為是首先想到都市使用分區（formal zoning）的人，雖然現代西方的用法大多源自於国际现代建筑协会（CIAM）的想法。

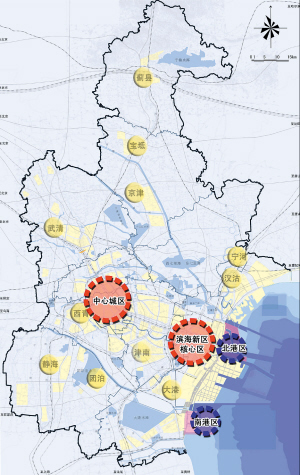
中華人民共和國天津市的城市空间规划图。

西方世界在過去兩個世紀之中（西歐、北美、日本和澳洲）計畫和建築可以說一起走過了好幾大步。首先她們都是十九世紀的工業大城，這些地方大樓都被商業以及富裕的精英所掌控。大約是二十世紀初左右，一場主張提供人，特別是工廠勞工更健康的環境的運動開始興起。花園城市的概念興起，一些現代的都市被建造了，如英國的韋林花園都市。無論如何，這些都市只具有非常小的規模，特別只處理有關幾千名居民的事務，當1920年現代主義嶄露頭角之後，她們也式微了。現代主義的都市是一個號稱效率，工作者的烏托邦。那時有許多大規模的都市更新計畫，如法國的巴黎，之後沒什麼大事發生一直到二次世界大戰所引起的毀滅。之後，許多現代大樓以及社區被建立。但是她們以低成本的建造方法並且以其帶來的社會問題惡名遠播。
現代主義可以說被終結於1970年當許多都市不再建立便宜，相似的大樓，如英國及法國。從那時候開始許多舊建築被拆毀並且在其之上築起了更全面的建築。比起把所有事安排的完美與規律，現在的計畫專注於個人主義以及社會與經濟的差異性。這就是後現代。

### 中國大陸

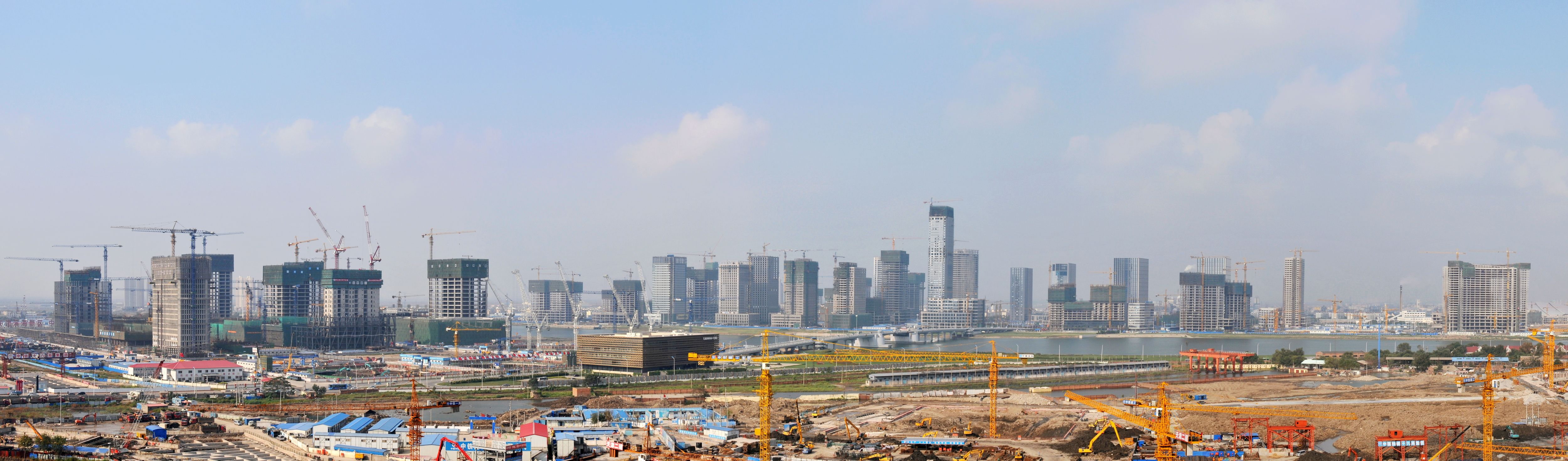
滨海新区中心商务区的大规模建设现场。

中國自先秦以來就有城市規劃，從著名的長安古城、北京縱橫街區可見一斑。古代城市的规划主要分为两个大的主流方面，第一是按照《周礼·考工记》记载进行的礼仪式规划和建筑模式，主要体现的是一种礼制和等级上的要求，另一种是因地制宜的规划方式进行的，主要参考《管子》等一些规划管理的思想。
近代，由于通商口岸的开通和租界的建设，天津、上海等租界发展繁荣的城市，率先引入了西方的城市规划理念，用于城市建设。如天津城市规划，在很大程度上受到了天津租界开发的影响。
空間規劃核心是土地的合理利用，中華人民共和國的第一部現代規劃相關法律《都市計畫法》頒佈於民國時期，延續至台灣繼續使用。1949年中華人民共和國成立後，引入蘇聯的城市規劃制度，城市規劃就是國民經濟的具體化。轉向開放市場經濟後，轉變過去計劃的方式，逐漸指令性內容，改為添加指導性內容。1989年，《中华人民共和国城市规划法》通过；2007年，《中华人民共和国城乡规划法》通过，為中國大陸管理城乡规划的主要法律。
中華人民共和國在當前體制下，城市規劃體系是自上而下的，《城乡规划法》规定的规划种类有：
| 层级       | 规划种类                      | 规划种类         |
| ---------- | ----------------------------- | ---------------- |
| 国家       | 全国城镇体系规划              | 全国城镇体系规划 |
| 省、自治区 | 省域城镇体系规划              | 省域城镇体系规划 |
|            | 城市、镇                      | 乡村             |
| 战略层面   | 城市總體規劃 镇总体规划       | 乡规划           |
| 实施层面   | 控制性详细规划 修建性详细规划 | 村庄规划         |

2018年的国务院机构改革中，原本由住房和城乡建设部负责的城乡规划职责改由至新成立的自然资源部负责。2019年5月9日，中共中央、国务院印发《关于建立国土空间规划体系并监督实施的若干意见》（中发〔2019〕18号），提出在2020年前基本建立国土空间规划体系。这项改革整合了原有的城乡规划、土地利用规划、主体功能区规划等多个部门负责的不同规划，因此被称为“多规合一”。

### 臺灣

#### 法律體系
現行中華民國的國土空間發展體系正處於《區域計畫法》及《國土計畫法》的交替時期，根據《國土計畫法》規定，共分為三個層級，最高層級為全國層級、由內政部擬訂的「全國國土計畫」，納入特定區域計畫及都會區域計畫後，次高層級為地方層級、由直轄市、縣（市）政府擬定的「直轄市、縣（市）國土計畫」，之後再下分區域層級之「國土保護地區（含國家公園）」、「城鄉發展地區（含都市計畫）」、「農業發展地區」與「海洋資源地區」等四功能分區，藉此確保國家永續發展。
中華民國的都市計畫受《都市計畫法》的規定，將都市計畫地區（即都市地區）分為市（鎮）計畫、鄉街計畫與特定區計畫等三種計畫。「市（鎮）計畫」主要是規劃直轄市、市、縣轄市與鎮都市計畫；鄉街計畫規劃鄉的都市計畫，而「特定區計畫」則為發展工業、保持優美風景或因其他目的而劃定的特定地區所規劃之都市計畫。市（鎮）計畫及特定區計畫除需擬定主要計畫之外，還需擬定都市計畫區內的細部計畫，而實施鄉街計畫的地區因人口較市（鎮）計畫及特定區計畫少，依都市計畫法第16條允許將主要計畫及細部計畫合併擬定。

#### 發展歷程
臺灣的都市計畫始於日治時期，第一個實施都市計畫的區域是臺北城內，早期稱為「市區改正」，以開闢主要道路、投入市場、下水道等公共設施並形塑街道立面為主。當時臺灣主要都市如新竹、臺中、彰化、嘉義、臺南、高雄等，以及多數的郡治所在地皆有實施。1938年，臺灣總督府頒布《臺灣都市計畫令》，市區改正改名為「都市計畫」，加入了「地域」的觀念，類似今日的土地使用分區管制。戰後，隨然中華民國政府已於1939年制定《都市計畫法》，卻直到1964年全文修正後才在台灣實施。1945中華民國接收臺灣至1964都市計畫法全文修正的20年間，仍沿用日治時期的《臺灣都市計畫令》實施都市計畫。
1960年代，中華民國接受聯合國顧問團的補助，於臺灣製作本土化的都市計畫；加上1971年《建築法》在臺灣實施，《都市計畫法》亦於1973年在次大幅度修正，刪除區域計畫（另制定《區域計畫法》），臺灣都市計畫法制大致成形。此後，1970、1980年代全國各處大量擬訂都市計畫（多為鄉街計畫），多達200處，可謂臺灣都市計畫的濫觴。

#### 案例：全國首創「宜蘭縣總體規劃」
1993年引入新加坡經驗，時任宜蘭縣長游錫堃進行宜蘭縣總體規劃，時間上，以「終極年」的觀念，來規劃宜蘭的人口數；亦即在無限的未來，為了維持舒適生活空間，最高人口上限是一百萬。空間上，由小到大，統合了全縣都市及非都市土地，從自然到人文，從傳統到現代，做永續經營的規劃，突破性的概念，則包含了「環境敏感地區的畫設」、「道路層級化」、「快速道路設緩衝綠帶」、「小區概念圖規範小區內的空間組成和公共設施配套」。這個進步的規劃案終於改變了中央不准縣市政府單獨辦理「區域計畫」的政策，其後內政部配合修法允許縣市可以單獨辦理區域計畫。該規劃案於1994年初獲台灣省政府列為「省政革新實驗項目」。

#### 全國首例「全面實施容積率」
1997年4月宜蘭縣率全國之先完成專案通檢，縣內「都市計畫區內建蔽率、容積率」全面實施，公告全面實施都市計畫地區容積管制，是全省第一、也是唯一全面實施容積率的縣分。

#### 全國首例「全面調降非都市土地建蔽率與容積率」
1996年，在宜蘭縣政府積極奔走之下，內政部終於同意，將非都市土地之建蔽率及容積率的設定，授權由縣市政府視實際需要的酌予調降，然後再報中央核備，於是時任縣長的游錫堃於卸任前核定宣布1998年1月1日起，大幅調降非都市土地的建蔽率與容積率。

## 城市规划的任务
根据国民经济发展计划和经济、社会的发展的规律，在全面研究区域经济发展的基础上，根据城市的历史和自然条件来确定城市的发展和规模、城市各个部分的组成，选择这些组成部分的用地，加以全面的组织和合理安排，为生产、生活创造一个良好的环境。

## 城市规划工作的基本内容
1. 确定城市的发展和规模，拟定城市发展的各项技术经济指标。
2. 合理选择城市的各项建设用地，确定城市规划结构并考虑城市的长远发展方向。
3. 拟定原有的市区利用，改建原则（舊城区）、步骤、方法。
4. 确定城市各项市政设施和工程措施的原则和技术方案。

## 規劃類型

### 總體規劃/主要計畫
「總體規劃」或「主要計畫」，是指都市性質、發展方向、規模大小等都市「整體佈局」的規劃，在中國大陸一般以20年為規劃期，而總體規劃之下又可分為數期的「近期建設」，乃總體規劃的組成階段，規劃期一般為5年。
都市總體規劃最有名的例子，有如美國的華盛頓特區及巴西的巴西利亞。

#### 總體規劃的工作
确定城市性质、规模和城市发展方向，对城市建设中各项建设和环境面貌进行全面安排，选定规划指标，制订规划实施步骤和措施。
台灣的主要計畫中，依都市計畫法15條規定，計畫書圖需載明規劃區域的自然資源與社會經濟分析、計畫範圍、人口與經濟發展推估、土地使用配置、交通運輸、供全計畫區使用的重要公共設施等內容；實施進度為5年，最長不得超過25年。

#### 總體規劃的内容
1. 确定规划期内城市人口和用地规模，辖区内城镇体系的布局
2. 选择城市用地确定规划区的范围，划分城市用地功能分区/土地使用分區，综合安排工业、交通（内外）运输、商服金融、仓库、生活居住、学校、科研单位、绿化用地
3. 提出大型公共建筑物位置的规划意见，确定中心区位置
4. 确定城市的主要广场位置，交叉口的形式，主次干道断面，主要控制点的坐标和标高
5. 提出给排水、防洪、电力、电讯、煤气、供热、弱电、公共交通设施（包括公車）等各级工程规划
6. 制定城市园林绿地规划，综合协调环境保护等方面的规划要求
7. 制定改造旧城区规划、劃定都市更新地區
8. 郊区用地规划（包括工业、农业副食品基地、公园、道路等）
9. 安排近期建设用地，提出近期建设主要项目，确定近期建设范围和建设步骤
10. 估算近期建设总造价（概算）
11. 提出远景规划目标

### 詳細規劃
相較於總體規劃，詳細規劃是都市規劃更進一步的具體化。主要是針對都市近期建設規劃範圍內的建築物、公共事業（水電）、公園綠地等細部設施作具體的佈置。在中國大陸，详细规划分为控制性详细规划和修建性详细规划。

#### 詳細規劃的内容

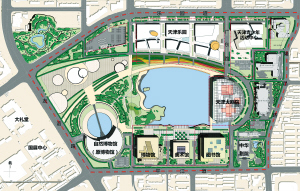
天津市文化中心详细规划的平面图纸

1. 确定道路红线、道路断面、小区范围、街坊及专用地段主要特别的坐标和标高。
2. 确定居住建筑、公共建筑、公共绿地、道路广场这些项目的具体位置和用地。
3. 确定工业、仓储等项目的具体位置和用地。
4. 综合安排专用地段和各项工程管线、工程构筑物的位置和用地。
5. 主要干道和广场建筑群的平面、立面规划设计（均用红线图表示）

#### 種類

##### 道路
1. 快速道路
都市高速公路、城际高速公路、其他的快速道路。在中華民國，跨縣市公路分為國道及省道兩等級，國道由交通部高速公路局管理；省道與省道快速公路則由交通部公路總局管理，另外在部分直轄市、市的市區內，省道的養護工作通常由該直轄市政府、市政府負責養護。高速公路在日本，高速公路有分為都市與城際兩種。在中国，因为行政管理体制的区别，公路是由交通运输部来管理的，城市道路由建设部门来管理。公路按技术标准分为高速公路、一级公路、二级公路、三级公路、四级公路。
2. 聯外道路
不是都市主要的骨幹，而是作為連接鄰近住宅區及外圍地帶的道路。
3. 主要道路
為都市計畫區路網的主要骨幹，用來連結聯外道路與區內道路，亦是該都市計畫區的商業活動集中地區。
4. 區內道路
供給住宅地使用的道路。
5. 特殊道路
主要是為了汽車以外（行人、腳踏車、新交通系統）的交通而供用的道路。

### 城市规划与人工智能
人工智能在很多领域都有用途，城市规划也不例外。人工智能協助城市規劃人員基於面向目標的蒙特卡羅樹(goal-oriented Monte Carlo tree search)搜索進行場景規劃。目標推理 AI 提供最佳的土地利用解決方案，幫助我們制定民主的城市土地利用規劃。我们也可以人工智能在線數據來監控和修改針對環境威脅的政策。

## 外部連結
- 內政部營建署（页面存档备份，存于）
  - 魅力城鄉主題網（页面存档备份，存于）
- 全國土地使用分區資料查詢系統（页面存档备份，存于）
- International Planning History Society
- The International Planning History Society International Conference - 2012  website
- The International Planning History Society International Conference - 2014  website（页面存档备份，存于）
- Regional Science Association International（页面存档备份，存于）